# Frank D. Moores
Frank Duff Moores (ur. 18 lutego 1933 w Carbonear, Nowa Fundlandia, zm. 10 lipca 2005 w Perth, Ontario), polityk kanadyjski, premier rządu prowincji Nowa Fundlandia i Labrador, działacz Progresywno-Konserwatywnej Partii Kanady, biznesmen.
W 1968 został po raz pierwszy wybrany do Izby Gmin. Dwa lata później stanął na czele Progresywno-Konserwatywnej Partii Nowej Fundlandii i Labradoru; po wyrównanym wyniku wyborów lokalnych w październiku 1971 (podobną liczbę głosów uzyskali dotychczas rządzący liberałowie pod kierownictwem Josepha Smallwooda) został premierem prowincji w styczniu 1972. Był drugim w historii - po Smallwoodzie - premierem rządu tej prowincji. W swojej działalności kładł nacisk na rozwój terenów wiejskich oraz właściwe wykorzystanie zasobów naturalnych. W 1979 przekazał władzę w prowincjonalnej partii i rządzie Brianowi Peckfordowi, a sam powrócił do pracy w sektorze prywatnym. Nie zerwał zupełnie z polityką, w 1983 organizował kampanię wyborczą przyszłego premiera Briana Mulroneya; potem był doradcą rządu Mulroneya i wpływowym lobbystą.